# Politique éthique des Pays-Bas en Indonésie
Le caractère politique des Indes néerlandaises changea fortement au cours des quatre premières décennies du XXe siècle, de 1901 à l'occupation japonaise de l'Indonésie en 1942.
En 1901, la Reine Wilhelmine annonça que le pays acceptait la responsabilité éthique du bien-être de ses sujets indonésiens.  Cette annonce contrastait fortement avec l'ancienne doctrine officielle selon laquelle l'Indonésie était un wingewest (une région destinée au profit). Elle marquait aussi le début d'une politique de développement moderne : tandis que d'autres puissances coloniales parlaient d'une « mission civilisatrice », qui consistait principalement à diffuser leurs cultures aux peuples colonisés, la Politique Éthique néerlandaise (‘Ethische Politiek’) insistait sur l'amélioration des conditions de vie matérielle. Cette politique souffrit cependant de son sous-financement, de l'accroissement des attentes et du manque d'assentiment du colonat néerlandais, et elle avait, pour une large part, cessé d'exister au commencement de la Grande Dépression en 1930,.

## Origines

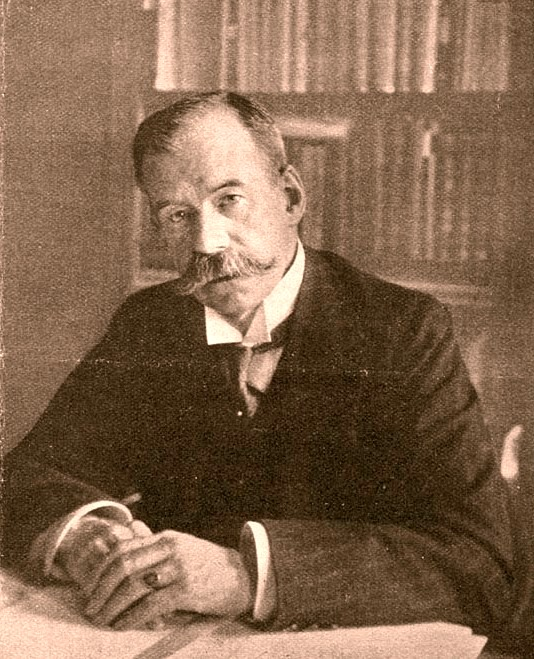
Deventer dans son bureau en 1915

En 1899, Conrad Theodor van Deventer, un juriste libéral des Pays-bas, publia dans De Gids, un journal néerlandais, un article affirmant que le gouvernement colonial avait la responsabilité morale de rendre à la population indigène, la richesse que les néerlandais avaient reçu des Indes orientales. À la même période, Pieter Brooshooft, journaliste au quotidien De Locomotief à Semarang, publia des articles sur la nécessité d'une "politique éthique" destinée améliorer le bien-être de la population indigène des Indes néerlandaises. La Politique Éthique et les idées qu'elle reflétait fut une réponse à celle dite batig slot, qui permettait le transfert annuel des surplus du Trésor colonial au gouvernement central. Les partisans de la Politique Éthique firent valoir que les transferts financiers vers les Pays-bas ne devraient pas être effectué alors même que les conditions d'existence des habitants originaires de l'archipel étaient déplorables.